# Vincenzo Lucertini
Vincenzo Lucertini (Torino, 14 gennaio 1914 – Roma, 25 giugno 1985) è stato un generale e aviatore italiano, veterano della guerra di Spagna e della seconda guerra mondiale, decorato di tre Medaglie d'argento e di una Croce di guerra al valor militare. Nel dopoguerra fu comandante del 2º Stormo Caccia Terrestre, della 2ª Aerobrigata, e della 1ª Aerobrigata Intercettori Teleguidati. Tra il 1º novembre 1971 e il 27 febbraio 1974 ricoprì l'incarico di Capo di stato maggiore dell'Aeronautica Militare.

## Biografia
Nacque a Torino il 14 gennaio 1914, e si arruolò nella Regia Aeronautica nell'ottobre 1932, iniziando a frequentare il Corso Marte presso Regia Accademia Aeronautica di Caserta. 
Il 1 ottobre 1934 fu nominato sottotenente in S.P.E., conseguendo il brevetto di pilota d’aeroplano il 26 gennaio 1935 e quello di e pilota militare il 4 luglio dello stesso anno.
Assegnato al 19º Stormo Ricognizione Terrestre, dopo la promozione a tenente nel 1936, l'anno successivo assunse il comando della 96ª Squadriglia Caccia Terrestre del 4º Stormo. Partecipò alla guerra di Spagna, dove venne decorato con due Medaglie d'argento al valor militare.
Promosso capitano nel 1939, assunse il comando della 110ª Squadriglia O. A. e nel 1940 fu trasferito in Africa Orientale Italiana dove assunse il comando della 411ª Squadriglia Autonoma Caccia Terrestre, di stanza all'Aeroporto di Addis Abeba-Bole ed equipaggiata con velivoli Fiat C.R.32. 
Con l'entrata in guerra del Regno d'Italia, avvenuta il 10 giugno 1940, dapprima partecipò all'invasione del Somaliland operando dall'Aeroporto di Dire Dawa,  e poi combatte per la difesa dei cieli dell’Impero fino al 10 luglio 1941, quando fu fatto prigioniero dalle truppe inglesi. Durante le operazioni belliche della campagna dell'Africa Orientale Italiana fu decorato con una terza Medaglia d'argento, e una Croce di guerra al valor militare.
Rientrato in Patria il 15 agosto 1946, fu promosso maggiore con decorrenza dal 1944 e tenente colonnello nel 1947. Dal febbraio di quell'anno e fino al settembre 1948 ricoprì l'incarico di comandante del 155º Gruppo Caccia Terrestre, è poi frequentò la Scuola di applicazione dell'Aeronautica Militare e la Scuola di guerra aerea.
Il 20 dicembre 1947 nasce a Treviso il figlio Mario Lucertini.
Dal 18 ottobre 1950 al 24 novembre 1951 fu vicecomandante del 4º Stormo Caccia Terrestre, dotato di velivoli De Havilland DH.100 Vampire.
Nel 1954 fu promosso colonnello a scelta assoluta, e il 13 aprile 1956 assunse il comando del 2º Stormo Caccia Terrestre, di stanza sull'aeroporto di Montichiari (provincia di Brescia), equipaggiato con i DH.100 Vampire.
Il 1º luglio 1956, quando lo stormo fu trasformato nella 2ª Aerobrigata, ne conservò il comando, che cedette al pari grado Corrado Ceccacci il 23 settembre 1957, quando il reparto aveva già ricevuto i North American F-86E Sabre.
Promosso generale di brigata aerea nel 1960, negli anni 1960-1961 fu Deputy Assistant Chief of Staff (Vice capo divisione programmi) presso lo SHAPE di Parigi e subito dopo Capo Combat Operation Branck, sempre presso lo SHAPE.
Rientrato in Italia, il 28 ottobre 1963 assume il comando della 1ª Aerobrigata Intercettori Teleguidati, con Quartier generale sull'aeroporto di Padova, in sostituzione del pari grado Corrado Ricci. Durante il suo periodo di comando l'Aerobrigata, dotata di missili superficie-aria MIM-3 Nike Ajax e MIM-14 Nike Hercules, vide i tre Comandi di gruppo (VI, VII e XVII) elevati al rango di Reparti Intercettori Teleguidati.
Il 15 settembre 1965 cedette il comando della 1ª Aerobrigata I. T. al generale di brigata aerea Anael Franchina, e il 6 ottobre assume l’incarico di Rappresentante Militare Italiano presso il Consiglio Direttivo della NATO MAINTENACE SUPPLY AGENCY (NAMSA), che mantenne fino al 30 dicembre 1966.
Promosso generale di divisione aerea, il 28 febbraio 1966 assunse l’incarico di Vicecomandante della II Regione Aerea, che lasciò il 16 ottobre 1967 per assumere l'incarico interforze di Capo Ufficio del Segretario Generale del Ministero della difesa.
Il 31 dicembre 1969 fu promosso generale di squadra aerea, il 7 gennaio 1971 assunse il comando NATO della 5ª Allied Tactical Air Force (ATAF) con sede a Vicenza.
Con decorrenza 1º novembre 1971 sostituisce nella carica di Capo di stato maggiore dell'Aeronautica Militare  il generale di squadra aerea Sergio Duilio Fanali.
Il 27 febbraio 1974 lasciò il servizio permanente effettivo in base alle disposizioni allora vigenti, cedendo l'incarico di Capo di stato maggiore al generale di squadra aerea Dino Ciarlo. Si spense a Roma nel 1985.

### Annotazioni
1. ↑  Tali Reparti I.T., con quattro comandi di gruppo ciascuno, erano disseminati in una ampia dispersione geografica tra le province di Brescia, Verona, Vicenza, Padova, Rovigo, Venezia, Treviso e Udine. Ciascun comando di gruppo aveva il suo comando di squadriglia Nike, in grado di assicurare la difesa aerea dell’intero settore Nord-Est.
2. ↑  Il 28 maggio 1973 fu ricevuto al Quirinale, insieme al Ministro della Difesa Mario Tanassi, dal Presidente della Repubblica Giovanni Leone, in occasione delle celebrazioni del 50º anniversario della fondazione dell’Arma Aeronautica.

### Fonti
1. 1 2 3 4 5 6 7 8 9 10 11 12 13  Cersòsimo 2015, p. 27.
2. 1 2 3 4 5 6 7 8 9 10  Aeronautica Difesa.
3. ↑  Ferrara 2011, p. 36.
4. ↑  Ferrara 2011, p. 39.
5. 1 2 3 4 5  Cersòsimo 2015, p. 28.
6. ↑  Registrato alla Corte dei conti il 15 gennaio 1949, registro n.6 Aeronautica, foglio n.207.
7. ↑   Cavaliere di gran croce OMRI Vincenzo Lucertini, su quirinale.it, Quirinale. URL consultato il 12 giugno 2013.

### Periodici
- Giovanni Battista Cersòsimo, Il Generale S. A. Vincenzo Lucertini del Corso “Marte”, in Il Corriere dell'Aviatore, n. 3/4, Roma, Associazione Nazionale Ufficiali Aeronautica, marzo-aprile 2015,  pp. 27-28.